# 훈민정음기념사업회

## 사단법인 훈민정음기념사업회

### 개설
훈민정음기념사업회는 훈민정음의 위대한 가치를 재발견하고 훈민정음 창제 원리 및 창제 정신에 대한 바른 이해와 교육을 통해 문자 강국의 자긍심 전승과 훈민정음의 우수성 선양을 목적으로 2021년 2월 25일 설립된 대한민국 문화체육관광부 소관 사단법인이다. 대표는 박재성(朴在成) 교육학박사이고, 사무실은 경기도 용인시 기흥구 강남동로 6, 401호에 있다.

### 조직
- 이사회(이사장 1명, 이사 8명, 감사 2명)
- 총재, 부총재, 명예총재
- 고문 및 자문위원

### 집행실무 부서
- 사무처(처장)
  - 행정실
  - 조직국
  - 기획실
  - 홍보국
  - 대외협력국

### 지방조직(12개 지회)
- 서울강서지회, 서울강남지회, 서울강북지회, 경기동부지회, 경기남부지회, 경기북부지회, 경상남도지회, 경상북도지회, 전라북도지회, 충청북도지회, 강원지회, 세종자치시지회

### 산하기관
- 훈민정음탑건립조직위원회(명예조직위원장 반기문 제8대 유엔사무총장, 대표조직위원장 황우여 제56대 사회부총리 겸 교육부장관)
- 훈민정음대학원대학교설립추진위원회(대표추진위원장 이상면 서울대학교 법과대학 명예교수)
- 훈민정음명장심사위원회(위원장 정성구 전 총신대, 대신대 총장)
- 훈민정음검정평가위원회(위원장 권이종 한국교원대학교 명예교수)
- 훈민정음경필쓰기진흥위원회(위원장 김동연 사단법인 세계문자서예협회 이사장)

### 주요사업
1. 훈민정음 백일장, 훈민정음국제서예대회, 훈민정음서문암송대회, 훈민정음독후감대회 등 문화행사 개최
2. 훈민정음해설사 자격시험 시행 및 연수교육
3. 훈민정음과거시험 시행
4. 훈민정음창제 기념탑 건립
5. 훈민정음 관련도서 발행 및 보급
6. 훈민정음대학원대학교 설립

### 현황
충청북도 청주시 청원구 내수읍 우산리 산 48-5에 위치한 토지 136,095m²를 세계직지문화협회 나기정 회장이 훈민정음탑건립 및 훈민정음대학원대학교 설립 부지로 기부하여 목적사업으로 추진하고 있다.
훈민정음기념탑은 훈민정음 28자를 의미하여 28층으로 하고, 높이는 어제서문의 글자 수인 108자를 의미하여 108m로 건축될 예정이다.
훈민정음대학원대학교는 석박사과정으로 훈민정음학, 문자문화학, 문자예술학, 문자복원학 등 4개 학과를 개설할 예정이다.

### 외부 링크

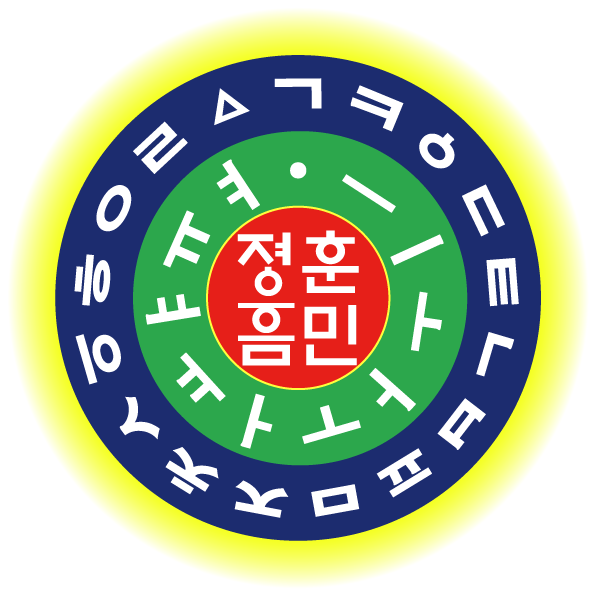
훈민정음로고